# Nam Viêm
Nam Viêm là một phường thuộc thành phố Phúc Yên, tỉnh Vĩnh Phúc, Việt Nam.

## Địa lý
Phường Nam Viêm nằm ở phía bắc thành phố Phúc Yên, có vị trí địa lý:
- Phía đông giáp thành phố Hà Nội
- Phía tây giáp huyện Bình Xuyên và phường Tiền Châu
- Phía nam giáp các phường Trưng Nhị và Phúc Thắng
- Phía bắc giáp phường Xuân Hòa và xã Cao Minh.

Phường có diện tích 5,88 km², dân số năm 2017 là 8.489 người, mật độ dân số đạt 1.444 người/km².
Phường có 6 khu dân cư: Cả Đông, Cả Đoài, Khả Do, Tân Minh, Đồng Cờ và Nam Viêm.

## Lịch sử
Trước đây, Nam Viêm là một xã thuôc huyện Kim Anh, tỉnh Vĩnh Phúc.
Ngày 5 tháng 7 năm 1977, huyện Kim Anh sáp nhập với huyện Đa Phúc thành huyện Sóc Sơn, xã Nam Viêm thuộc huyện Sóc Sơn.
Ngày 17 tháng 2 năm 1979, Hội đồng Chính phủ ban hành Quyết định 49-CP. Theo đó, chuyển xã Nam Viêm về huyện Mê Linh quản lý.
Ngày 9 tháng 12 năm 2003, Chính phủ ban hành Nghị định 153/2003/NĐ-CP. Theo đó, chuyển xã Nam Viêm về thị xã Phúc Yên vừa tái lập.
Ngày 7 tháng 2 năm 2018, Ủy ban Thường vụ Quốc hội ban hành Nghị quyết số 484/NQ-UBTVQH14. Theo đó, thành lập phường Nam Viêm trên cơ sở toàn bộ 5,88 km² diện tích tự nhiên và 8.489 người của xã Nam Viêm, đồng thời chuyển thị xã Phúc Yên thành thành phố Phúc Yên thuộc tỉnh Vĩnh Phúc.

## Di tích
- Đình Khả Do